# Siglo XVI a. C.
El siglo XVI a. C. comenzó el 1 de enero de 1600 a. C. y terminó el 1 de enero de 1501 a. C.

## Acontecimientos

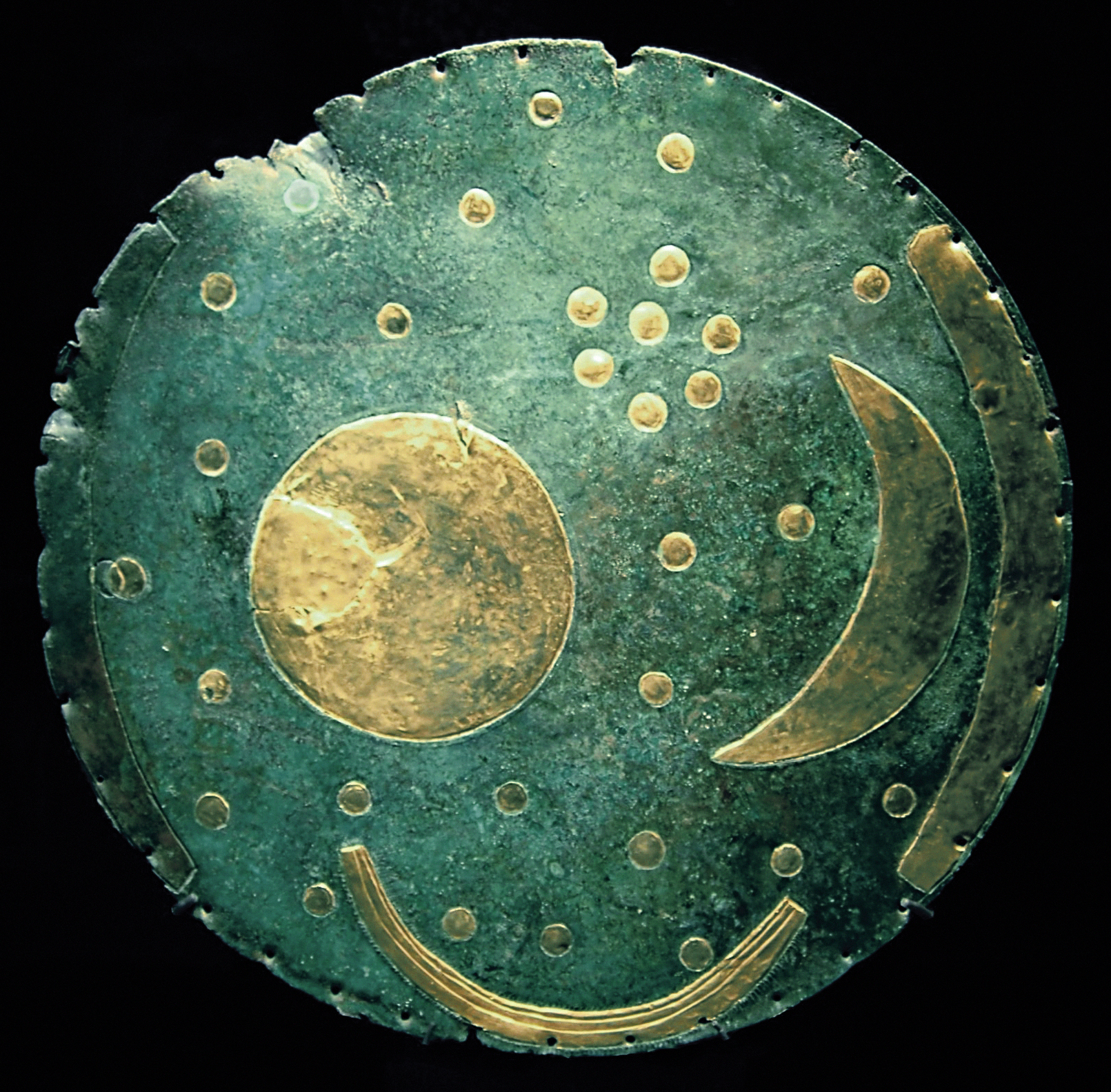
El disco estelar de Nebra (Alemania).

- 1600 a. C.: en China se instituye la dinastía Shang.
- 1600 a 1300 a. C.: en Europa Central —desde el río Rin hasta los Cárpatos occidentales, y desde los Alpes hasta el mar Báltico— comienza la cultura de los túmulos, llamada así por las sepulturas de inhumación individual con montículos de tierra. Tres siglos más tarde será reemplazada por la cultura de los campos de urnas.

- 1600 a. C.: a orillas del río Unstrut, en Nebra (Sajonia-Anhalt, en la actual Alemania), artesanos de la cultura de Unetice crean un disco estelar. Se hizo público en 2002, cuando las personas que lo habían encontrado en 1999 quisieron venderlo y fueron arrestadas.
- 1600 a. C.: en el sur de México comienza la cultura olmeca.
- 1600 a. C.: en el mar Egeo termina la civilización de las islas Cícladas.
- 1600-1200 a. C.: en Anatolia (actual Turquía) los hitita realizan herramientas y armas de hierro.
- 1600-1200 a. C.: en la antigua Grecia, comienza a ser habitada la aldea Tirinto.
- 1600 a. C.: cerca de la actual Bogazköy, a unos 250 km al sur del mar Negro (en Turquía), los hititas establecen su capital en Hattusa.
- 1595 a. C.: en Mesopotamia, los casitas toman finalmente la ciudad de Babilonia.
- 1566 a. C.: en Jericó (Israel) sucede un terremoto de X grados en la escala sismológica de Mercalli (del I al XII). Se desconoce la cantidad de muertos.[1]
- 1554 a. C.: en Egipto, un escriba del Imperio medio escribe un papiro acerca del empleo como planta medicinal de la especie Caribdis marítima para el tratamiento de edemas.
- 1550 a. C.: el país de Egipto se expande hacia la tierra de Canaán.
- 1550 a 1500 a. C.: en la acrópolis de Micenas (Grecia), uno o varios orfebres realizan una máscara funeraria. En 1876 fue hallada por el millonario alemán Heinrich Schliemann (1822-1890) quien creyó erróneamente que había pertenecido al rey Agamenón (siglo XIII). Actualmente se encuentra en Museo Arqueológico Nacional de Atenas.
- 1545: según la alta cronología, en Egipto muere Ahmose I, faraón y fundador de la XVIII dinastía.
- 1525 a. C.: en Hattusa empieza a gobernar Telepinu, rey de los hititas. Promulgará la Edicto de Telepinu.
- 1525 a. C.: en el antiguo Egipto desaparece la Dinastía XV.
- 1522 a. C.: según el calendario hebreo, el patriarca hebreo Jacob emigra a Egipto, asentándose en la Tierra de Goshen.
- 1521 a. C. (24 de abril): comienza el saros lunar 36.[2]
- 1513 a. C.: según la congregación de los testigos de Jehová, en este año se produjo el éxodo judío de Egipto hacia «Tierra prometida» por el Dios Jehová.
- 1512 a.C.: Se inicia la construcción del Tabernáculo bíblico escrito en el antiguo testamento
- 1511 a. C.: según la Crónica de Paros, en Atenas comienza a reinar Erictonio.
- 1510 a. C.: en el antiguo Egipto, entre los tesoros que se les lega a los muertos en las tumbas se empieza a dejar mercurio.
- 1506 a. C.: según la Crónica de Paros en la antigua Atenas comienza el reinado de Erictonio.
- 1506 a. C.: Cécrope I, legendario rey de Atenas, muere después de un reinado de 50 años. Habiendo sobrevivido a su propio hijo, fue sucedido por Cránao.
- h. 1506 a. C.: Tutmosis I (Dinastía XVIII de Egipto) comienza a gobernar. Alternativamente, una fecha de hacia 1504 a. C. también es posible.
- 1500 a. C.: Egipto conquista Nubia y el Levante (1504 a. C.–1492 a. C.).
- 1500 a. C.: los reyes kushitas conquistan Kemet (el antiguo Egipto).
- 1500 a. C.: en Hattusa (centro de Turquía) muere el rey hitita Telepinu.
- 1500 a. C.: en la antigua Grecia comienza la civilización micénica.

- En Pakistán comienza la composición ―de manera oral, ya que hasta ese momento en Asia solo los sumerios habían inventado la escritura― del Rig-veda (el texto más antiguo de la India). El texto quedará fijado varios siglos después.
- El pueblo nómada ario ―cuyo idioma ha dejado de ser el indoiranio (un idioma indoeuropeo) y se ha convertido en sánscrito― comienzan a invadir la India desde Pakistán, de manera posiblemente no violenta.
- Los más antiguos restos de hurón domesticado datan de esta época.[3]
- En Europa aparecen los celtas, hablantes de un idioma indoeuropeo proveniente de Ucrania.
- En Europa se empieza domesticar el buey.
- En la antigua Grecia comienza la celebración de los misterios eleusinos ―rito de iniciación posiblemente con pan y vino contaminados con el hongo cornezuelo del centeno―.
- Los polinesios se asientan en las islas Fiyi.

## Personas relevantes
- Puzur-Assur III, rey de Asiria.
- Amosis I, faraón de Egipto.
- Telepinu, rey de los hititas.